# Eduardo Francisco Pironio
Eduardo Francisco Pironio, né le 3 décembre 1920 à Nueve de Julio en Argentine et mort le 5 février 1998, est un cardinal argentin de la Curie romaine, président du Conseil pontifical pour les laïcs de 1984 à 1996, au titre duquel il est l'un des créateurs des Journées mondiales de la jeunesse.
Il est vénéré comme bienheureux par l'Église catholique et fêté le 4 février.

## Biographie

### Prêtre
Eduardo Francisco Pironio complète ses études ecclésiastiques au séminaire San José de La Plata, avant d'être ordonné prêtre le 5 décembre 1943 pour le diocèse de Mercedes.

### Évêque
Après son ordination sacerdotale, il est nommé assesseur ecclésiastique pour les Jeunes de l'Action catholique pour le diocèse de Mercedes. Par la suite, il est nommé pour être l'assesseur national de l'Action catholique en Argentine.
Il est choisi comme évêque auxiliaire de La Plata le 24 mars 1964 avec le titre d'évêque in partibus de Caeciri (de), il est consacré le 31 mai suivant. Il est également pendant un temps secrétaire et enfin président de la Conférence épiscopale Latino-américaine.
Le 19 avril 1972, il devient évêque de Mar del Plata et le reste pendant trois ans, jusqu'à ce qu'il soit appelé à rejoindre la curie romaine.
Tout d'abord, le pape Paul VI le nomme pro-préfet le 20 septembre 1975 avec le titre d'archevêque in partibus de Thiges (de) puis préfet de la Congrégation pour les Religieux et les Instituts séculiers le 29 mai 1976, quelques jours après avoir été créé cardinal.
Le pape Jean-Paul II le nomme président du Conseil pontifical pour les laïcs le 8 avril 1984. Il assume cette fonction pendant 12 ans, se retirant à 75 ans, le 20 août 1996. Durant ces années, Eduardo Pironio participe étroitement à la fondation des Journées Mondiales de la Jeunesse avec le pape Jean-Paul II et travaille activement à la promotion du mouvement.

### Cardinal
Il est créé cardinal par le pape Paul VI lors du consistoire du 24 mai 1976 avec le titre de cardinal-diacre de Ss. Cosma e Damiano.
Il est élevé au rang de cardinal-prêtre le 22 juin 1987, puis de cardinal-évêque de Sabina-Poggio Mirteto le 11 juillet 1995.

## Succession apostolique
Eduardo Francisco Pironio a ordonné les évêques suivants :
- Évêque Manuel Guirao (de) (1970)
- Archevêque Rómulo García (es) (1975)
- Évêque Sebastiano Sanguinetti (it) (1997)

## Béatification
Huit ans après son décès, plus précisément le 23 juin 2006, le procès en vue de la béatification d'Eduardo Pironio est ouvert à Rome à la phase diocésaine. La cause en béatification étant ouverte, il porte désormais le titre de Serviteur de Dieu.